# 원산 상륙 작전 (1945년)
1945년 원산 상륙 작전(러시아어: Гэндзанский десант 21—22 августа 1945 года)은 1945년 8월 21일 소련 태평양 함대 및 소련 해병대가 당시 일제강점기 조선의 원산만에 상륙한 작전이다.

## 계획
청진 상륙 작전과 만주에서 일본군 관동군의 무조건 항복이 끝난 후, 소련군 사령부는 일본군의 항복을 조속히 받아들이는 한편 일본군이 내지(일본 제국 본토)로 피난하는 것을 막는 임무를 맡았다.
이를 위해 간잔(겐잔, 지금의 원산) 동해안 북부의 가장 큰 항구에 해군 상륙을 결정했다. 그 무렵 세이신에 있는 해군 보병 및 함정들로 상륙군이 편성되었는데, 해병 제13여단 대대, 기관총 1개 중대 및 대전차포 중대, 함대 제140정찰분대, 45mm포 1개 포대 및 120mm 박격포(일반적으로 중령 V. F. 코즐로프)였다. 상륙군에는 구축함 '보이코프', 호위함 'EK-3', 기뢰함 'AM-277' 및 'AM-282', 어뢰정 6척 등이 포함되었다. 작전의 지휘관이자 상륙작전의 지휘관은 1등 대위인 A. F. 스투데니치니코프였다. 작전의 전체적인 지휘는 태평양 함대의 남부해군관구 사령관인 카바노프 중장이 맡았다. 
원산항은 한반도 동북해안에서 가장 큰 항구 중의 하나로 요새화가 잘 되어 있었다. 원산에는 수비대 외에도 많은 수의 퇴각 부대가 모여 있었다. 그 중 일부는 이미 반출된 상태였고, 다른 일부도 대피할 것으로 예상했기 때문에 관동군 총사령관 야마다 오토조는 일본군 수비대의 소련군에 항복하라는 명령을 무시했다. 일본군은 청진에서 거리가 200km나 떨어진 원산으로 오는 소련군이 어려움을 겪을 것이라고 기대했다. 원선의 총 병력은 7,000명까지였고, 수비대장은 호리 제독, 요새 총지휘관은 타도 대령이었다.

## 전투

### 원산항 점령
1945년 8월 20일, 기함 1척이 청진을 떠났다. 기함에서 정체불명의 잠수함이 통과하는 장면이 포착돼 수심 공격을 받았다. 어뢰정들은 21일 오전 09시경 원산항에 입항해 진격 분견대를 상륙시켰고 항구를 점령했다. 나머지 함정들은 12시 45분에 도착했다.

### 시가전
일본군의 저항군은 저항하지 않았지만, 수비대장은 즉각 지휘부의 명령이 없다는 이유로 전면적인 항복을 거부했다. 즉각 항복하라는 사령관의 최후 통첩에 일본군은 항구를 포위했다. 상륙은 곧바로 항구의 원형 방어진지를 잡았고, 배들은 발포할 준비를 하고 있었다. 반대파들은 서로를 시야에 가린 채 수십 미터씩 대치하고 있었다. 소련 선박의 등장에 한국인들은 환영했고, 시내에는 붉은 깃발이 게양됐고, 자발적인 집회와 일본 당국에 대한 불복종이 시작됐다. 이로써 한편으로는 전투가 벌어졌을 때 주민들의 지지를 믿고 상륙할 수 있었지만, 다른 한편으로는 상황은 더욱 악화됐다.
8월 22일 아침, 호리 제독과 타다오 대령이 도착해 협상을 벌였고, 하루 종일 큰 어려움을 겪다가 오후에야 항복하기로 합의했다. 그러나 일본군 부대는 관련 명령에 서명하고도 무장을 하지 않았다. 그리고 8월 22일 오후 4시가 넘어서야 상륙작전 지휘관이 시내로 진입하라는 명령을 내렸다. 소련군의 분견대가 도착하기 전에 수십 대의 항공기가 도시 근처의 일본 비행장에서 날아왔다. 대규모의 일본인 집단은 도시를 떠나려 했지만, 즉각적인 소련군의 발포 위협으로 저지당했다. 다른 사람들은 수비대장의 개인적인 참석 없이 또는 어떤 핑계로도 항복하기를 거부했다. 여러 가지 도발이 일어났다. 마지막 군대는 8월 26일에서야 무장을 해제했다. 총 5,959명의 군인과 279명의 장교(총 6,238명)가 도시 안팎에서 항복했고, 다른 500명은 겨우 떠났다.
상륙작전 참가자들의 회고록에는 원산에서의 일본군 개인의 무력 저항, 여러 발의 총격과 무력 충돌에 대한 이야기가 담겨 있다. 8월 22일에 전투에 참전한 붉은 함대 소속 V.D. 우스펜스키의 이야기에 의하면, 4명의 일본 헌병대가 선원들에게 발포하여 3명의 일본인이 사망하고 1명이 부상을 입고 포로가 되었다. 이어서 원산 주변부에서 소련군에 대한 공격과 살해 사건도 일어났다.
소련군의 전리품은 기뢰 3대, 수송기 3대, 군용 유조선 1대, 보조함 20척, 모터슈너 20척, 대량의 포병, 군사 장비, 소총 무기, 군사 재산이었다.